# Larry Blackmon
Larry Ernest Blackmon (24 mei 1956, New York) is een Amerikaans zanger en muzikant; hij is de frontman van de funk- en r&b-band Cameo.

## Biografie
Blackmon, zoon van oud-bokser Lee Black, is opgegroeid in Harlem; hij begon als drummer in de band Black Ivory en is te horen op de single You and I uit 1971. Twee jaar later bracht hij met East Coast een titelloos album uit. In deze band zaten ook zangeres Gwen Guthrie (†) en de latere Cameo-toetsenist Greg Johnson.
Blackmon richtte in 1974 de New York City Players op, als eerbetoon aan de Ohio Players; om verwarring te voorkomen werd de groepsnaam in 1976 tot Cameo gewijzigd. Cameo was van oorsprong een funkband, maar scoorde vooral met nummers die op de dansvloer waren gericht; behalve met zijn zangstem trok Blackmon ook de aandacht met zijn hoog opgeschoren kapsel, zijn snor en een codpiece over zijn broek. De snare drum die hij speciaal voor de hits Word Up! en Candy uit 1986 had gecreëerd, raakte vervolgens in trek bij andere artiesten.

## Buiten Cameo
- Het door Blackmon opgerichte kwintet CA$HFLOW (uit Atlanta) scoorde in 1986 een hit met Mine all Mine.
- Verder is hij als achtergrondzanger te horen op de albums Get Rhythm van Ry Cooder uit 1987, en A Night to Remember van Cindy Lauper.
- Het album So Happy van Eddie Murphy uit 1989 is medegeproduceerd door Blackmon.

## Persoonlijk leven
Een van zijn zoons zit in de New Yorkse politiek; een andere zoon is in de hiphopindustrie gegaan.
- Bibliothèque nationale de France: cb139735460 (data)
- Library of Congress Control Number: no2013091989
- MusicBrainz: 9564a2a8-2e0e-43bc-8a0e-12c3befadbe5
- Virtual International Authority File: 155149066400865601048
- WorldCat: E39PBJqK8wYYR8tJpQGxBxQH4q